# Campeonato Descentralizado 2004
El Campeonato Descentralizado de Fútbol Profesional del Perú se llevó a cabo entre los meses de febrero y diciembre de 2004. Participaron 14 equipos. Alianza Lima se coronó campeón nacional, mientras que Sporting Cristal fue subcampeón. Estudiantes de Medicina se retiró del torneo, descendiendo automáticamente de categoría. El otro equipo descendido fue el Deportivo Wanka.

## Ascensos y descensos
Hubo 0 Descensos en la Temporada 2003 por Huelga de futbolistas y 2 Ascensos (1 Campeón de Copa Perú y 1 Campeón Segunda División) en esta Temporada.
Por lo que se aumentan de 12 a 14 equipos para este 2004.
| Posición    | Descendidos a la Copa Perú 2004 |
| ----------- | ------------------------------- |
| 12° 1D 2003 | Ninguno (D)                     |

| Posición            | Ascendidos de la Copa Perú y Segunda División 2003                                                            |
| ------------------- | --- |
| 1. 1º Final CP 2003 | Universidad César Vallejo (Copa Perú 2003 Final) Asciende                                                     |
| 2. 1º 2D 2003       | Sport Coopsol Trujillo (fue comprado su categoría por Universidad San Martín)(Segunda División 2003) Asciende |

- Antes de Iniciar la Temporada del Torneo Descentralizado 2004, El Estudiantes de Medicina se fusionó con Atlético Grau formando al Grau-Estudiantes y cambió su sede de Ica a Piura.
- Antes de Iniciar la Temporada del Torneo Descentralizado 2004, El Sport Coopsol Trujillo Campeonó la Segunda División 2003, y fue comprado su categoría por el recién fundado Universidad San Martín.

## Torneo Apertura
| Pos. | Equipo               | Pts. | PJ | PG | PE | PP | GF | GC | DG  |
| ---- | -------------------- | ---- | -- | -- | -- | -- | -- | -- | --- |
| 1    | Alianza Lima         | 61   | 26 | 19 | 4  | 3  | 48 | 16 | +32 |
| 2    | Cienciano            | 57   | 26 | 18 | 3  | 5  | 53 | 28 | +25 |
| 3    | Alianza Atlético     | 50   | 26 | 15 | 5  | 6  | 46 | 29 | +17 |
| 4    | Sporting Cristal     | 45   | 26 | 13 | 6  | 7  | 50 | 24 | +26 |
| 5    | Universitario        | 41   | 26 | 11 | 8  | 7  | 31 | 25 | +6  |
| 6    | Unión Huaral         | 37   | 26 | 10 | 7  | 9  | 32 | 29 | +3  |
| 7    | U. César Vallejo     | 35   | 26 | 9  | 8  | 9  | 24 | 33 | -9  |
| 8    | Coronel Bolognesi    | 30   | 26 | 9  | 3  | 14 | 40 | 44 | -4  |
| 9    | FBC Melgar           | 30   | 26 | 8  | 6  | 12 | 31 | 41 | -10 |
| 10   | Grau-Estudiantes     | 30   | 26 | 7  | 9  | 10 | 21 | 37 | -16 |
| 11   | Deportivo Wanka      | 28   | 26 | 7  | 7  | 12 | 28 | 43 | -15 |
| 12   | Sport Boys           | 25   | 26 | 6  | 7  | 13 | 28 | 40 | -12 |
| 13   | Atlético Universidad | 24   | 26 | 5  | 9  | 12 | 28 | 42 | -14 |
| 14   | U. San Martín        | 10   | 26 | 2  | 4  | 20 | 21 | 50 | -29 |

- Antes de Iniciar la Temporada del Torneo Descentralizado 2004, El Estudiantes de Medicina se fusionó con Atlético Grau formando al Grau-Estudiantes y cambió su sede de Ica a Piura.
- Antes de Iniciar la Temporada del Torneo Descentralizado 2004, El Sport Coopsol Trujillo Campeonó la Segunda División 2003, y fue comprado su categoría por el recién fundado Universidad San Martín.

### Resultados
| Local \ Visitante         | AAS | ALI | ATL | CIE | BOL | WAN | EST | MEL | SBA | CRI | HUA | UCV | USM | UNI |
| ------------------------- | --- | --- | --- | --- | --- | --- | --- | --- | --- | --- | --- | --- | --- | --- |
| Alianza Atlético          |     | 1–1 | 3–2 | 2–4 | 1–2 | 6–1 | 0–1 | 2–2 | 2–0 | 1–1 | 1–1 | 1–0 | 2–1 | 2–0 |
| Alianza Lima              | 2–1 |     | 2–0 | 0–1 | 3–1 | 3–0 | 2–0 | 4–0 | 1–0 | 1–0 | 2–1 | 1–0 | 2–0 | 1–0 |
| Atlético Universidad      | 1–2 | 1–1 |     | 2–3 | 2–0 | 2–2 | 3–0 | 2–0 | 1–1 | 0–1 | 0–2 | 1–1 | 1–1 | 1–1 |
| Cienciano                 | 1–2 | 1–0 | 4–0 |     | 3–2 | 2–1 | 4–0 | 4–0 | 4–1 | 1–0 | 3–1 | 2–2 | 1–0 | 1–1 |
| Coronel Bolognesi         | 0–2 | 2–6 | 3–2 | 2–4 |     | 4–0 | 3–0 | 2–3 | 3–0 | 1–3 | 0–2 | 4–1 | 4–1 | 1–0 |
| Deportivo Wanka           | 3–1 | 0–1 | 3–1 | 0–3 | 2–1 |     | 4–1 | 0–0 | 2–2 | 1–1 | 1–1 | 1–2 | 2–1 | 1–1 |
| Grau–Estudiantes          | 0–1 | 0–2 | 0–0 | 0–1 | 0–0 | 2–0 |     | 1–0 | 1–1 | 1–1 | 2–1 | 2–1 | 2–2 | 1–0 |
| Melgar                    | 0–1 | 4–0 | 0–1 | 2–0 | 1–1 | 1–0 | 2–2 |     | 2–0 | 2–1 | 2–3 | 0–1 | 3–1 | 1–1 |
| Sport Boys                | 2–2 | 0–1 | 1–1 | 1–2 | 3–1 | 2–0 | 0–0 | 3–1 |     | 0–2 | 3–0 | 2–2 | 2–0 | 1–2 |
| Sporting Cristal          | 0–1 | 0–5 | 3–0 | 3–0 | 1–1 | 1–2 | 4–0 | 3–0 | 4–0 |     | 4–2 | 5–0 | 3–0 | 2–2 |
| Unión Huaral              | 0–2 | 1–1 | 4–0 | 0–2 | 1–0 | 0–0 | 1–1 | 3–1 | 2–0 | 0–0 |     | 0–1 | 1–0 | 3–1 |
| Universidad César Vallejo | 2–1 | 1–1 | 0–0 | 2–1 | 1–2 | 1–0 | 1–2 | 1–1 | 0–2 | 0–3 | 1–0 |     | 1–0 | 1–1 |
| Universidad San Martín    | 1–3 | 1–4 | 2–4 | 1–1 | 1–0 | 0–1 | 2–2 | 0–1 | 3–1 | 1–3 | 1–2 | 0–1 |     | 1–2 |
| Universitario             | 1–3 | 0–1 | 2–0 | 3–0 | 1–0 | 3–1 | 1–0 | 4–2 | 1–0 | 2–1 | 0–0 | 0–0 | 1–0 |     |

|                         |
| Campeón Torneo Apertura |
| Alianza Lima            |

## Torneo Clausura
| Pos. | Equipo               | Pts. | PJ | PG | PE | PP | GF | GC | DG  |
| ---- | -------------------- | ---- | -- | -- | -- | -- | -- | -- | --- |
| 1    | Sporting Cristal     | 50   | 26 | 16 | 2  | 8  | 55 | 37 | +18 |
| 2    | U. San Martín        | 47   | 26 | 14 | 5  | 7  | 40 | 26 | +14 |
| 3    | Cienciano            | 44   | 26 | 11 | 11 | 4  | 41 | 26 | +15 |
| 4    | Universitario        | 43   | 26 | 11 | 10 | 5  | 34 | 28 | +6  |
| 5    | Alianza Atlético     | 42   | 26 | 12 | 6  | 8  | 41 | 34 | +7  |
| 6    | Alianza Lima         | 38   | 26 | 10 | 8  | 8  | 31 | 23 | +8  |
| 7    | Unión Huaral         | 38   | 26 | 10 | 8  | 8  | 35 | 30 | +5  |
| 8    | Sport Boys           | 37   | 26 | 10 | 7  | 9  | 38 | 40 | -2  |
| 9    | Atlético Universidad | 33   | 26 | 8  | 9  | 9  | 37 | 38 | -1  |
| 10   | FBC Melgar           | 32   | 26 | 9  | 5  | 12 | 47 | 41 | +6  |
| 11   | Coronel Bolognesi    | 30   | 26 | 8  | 6  | 12 | 45 | 42 | +3  |
| 12   | U. César Vallejo     | 28   | 26 | 7  | 7  | 12 | 24 | 39 | -15 |
| 13   | Deportivo Wanka      | 25   | 26 | 7  | 4  | 15 | 27 | 62 | -35 |
| 14   | Grau-Estudiantes (*) | 13   | 26 | 3  | 4  | 19 | 19 | 48 | -29 |

(*) Se retiró del campeonato otorgando 4 walkovers. Por consiguiente, bajó de categoría automáticamente.

### Resultados
| Local \ Visitante         | AAS | ALI | ATL | CIE | BOL | WAN | EST | MEL | SBA | CRI | HUA | UCV | USM | UNI |
| ------------------------- | --- | --- | --- | --- | --- | --- | --- | --- | --- | --- | --- | --- | --- | --- |
| Alianza Atlético          |     | 1–0 | 3–2 | 3–3 | 1–2 | 2–0 | 1–0 | 3–1 | 5–0 | 4–3 | 2–1 | 2–1 | 1–4 | 0–0 |
| Alianza Lima              | 3–0 |     | 1–0 | 0–0 | 0–0 | 4–0 | 2–0 | 0–0 | 0–1 | 2–1 | 1–1 | 2–1 | 2–1 | 0–2 |
| Atlético Universidad      | 0–0 | 0–0 |     | 4–1 | 3–0 | 3–0 | 3–3 | 2–2 | 2–2 | 1–3 | 1–1 | 2–1 | 2–1 | 1–0 |
| Cienciano                 | 1–0 | 2–2 | 2–2 |     | 2–1 | 0–0 | 2–0 | 1–0 | 6–2 | 2–2 | 3–0 | 4–0 | 0–0 | 2–0 |
| Coronel Bolognesi         | 0–1 | 1–2 | 4–0 | 1–1 |     | 7–1 | 1–0 | 2–3 | 4–1 | 0–1 | 1–2 | 4–1 | 0–0 | 0–0 |
| Deportivo Wanka           | 1–0 | 3–2 | 2–1 | 1–0 | 1–1 |     | 2–0 | 0–2 | 3–1 | 2–1 | 1–1 | 2–4 | 0–2 | 2–2 |
| Grau–Estudiantes          | 1–3 | 0–2 | 1–2 | 1–0 | 2–1 | 2–1 |     | 0–2 | 0–2 | 0–1 | 3–3 | 1–1 | 0–3 | 2–3 |
| Melgar                    | 2–4 | 2–0 | 2–0 | 2–3 | 3–3 | 5–0 | 3–0 |     | 2–1 | 1–2 | 0–1 | 4–1 | 4–4 | 2–2 |
| Sport Boys                | 1–1 | 1–0 | 2–2 | 1–1 | 5–2 | 3–0 | 1–0 | 3–2 |     | 2–2 | 3–2 | 0–1 | 2–0 | 0–1 |
| Sporting Cristal          | 2–0 | 4–3 | 1–2 | 1–2 | 3–0 | 6–1 | 4–2 | 2–1 | 1–3 |     | 1–0 | 2–0 | 1–0 | 4–2 |
| Unión Huaral              | 2–1 | 0–0 | 4–2 | 1–1 | 1–2 | 3–1 | 2–0 | 2–0 | 1–0 | 1–2 |     | 1–1 | 0–1 | 0–1 |
| Universidad César Vallejo | 1–1 | 1–0 | 1–0 | 0–1 | 0–4 | 3–0 | 1–1 | 1–0 | 1–1 | 1–0 | 0–1 |     | 1–2 | 0–0 |
| Universidad San Martín    | 2–1 | 1–3 | 1–0 | 1–1 | 5–2 | 2–1 | 1–0 | 2–1 | 0–0 | 2–1 | 0–2 | 3–0 |     | 2–0 |
| Universitario             | 1–1 | 0–0 | 0–0 | 1–0 | 3–2 | 5–2 | 1–0 | 2–1 | 1–0 | 3–4 | 2–2 | 1–1 | 1–0 |     |

|                         |
| Campeón Torneo Clausura |
| Sporting Cristal        |

## Tabla acumulada
| Pos. | Equipo               | Pts. | PJ | PG | PE | PP | GF  | GC  | DG  |
| ---- | -------------------- | ---- | -- | -- | -- | -- | --- | --- | --- |
| 1    | Cienciano            | 101  | 52 | 29 | 14 | 9  | 94  | 54  | +40 |
| 2    | Alianza Lima         | 99   | 52 | 29 | 12 | 11 | 79  | 39  | +40 |
| 3    | Sporting Cristal     | 95   | 52 | 29 | 8  | 15 | 105 | 61  | +44 |
| 4    | Alianza Atlético     | 92   | 52 | 27 | 11 | 14 | 87  | 63  | +24 |
| 5    | Universitario        | 84   | 52 | 22 | 18 | 12 | 65  | 53  | +12 |
| 6    | Unión Huaral         | 75   | 52 | 20 | 15 | 17 | 67  | 59  | +8  |
| 7    | U. César Vallejo     | 63   | 52 | 16 | 15 | 21 | 48  | 72  | -24 |
| 8    | FBC Melgar           | 62   | 52 | 17 | 11 | 24 | 78  | 82  | -4  |
| 9    | Sport Boys           | 62   | 52 | 16 | 14 | 22 | 66  | 80  | -14 |
| 10   | Coronel Bolognesi    | 60   | 52 | 17 | 9  | 26 | 85  | 86  | -1  |
| 11   | Atlético Universidad | 57   | 52 | 13 | 18 | 21 | 65  | 80  | -15 |
| 12   | U. San Martín        | 57   | 52 | 16 | 9  | 27 | 61  | 76  | -15 |
| 13   | Deportivo Wanka      | 53   | 52 | 14 | 11 | 27 | 55  | 105 | -50 |
| 14   | Grau-Estudiantes     | 43   | 52 | 10 | 13 | 29 | 40  | 85  | -45 |

|  | Copa Libertadores 2005 |
|  | Copa Sudamericana 2005 |

## Final Nacional
| 29 de diciembre del 2004, 20:00 | Alianza Lima | 0:0 | Sporting Cristal | Estadio Nacional, Lima                                          |  |
|                                 |              |     |                  | Asistencia: 39 328 espectadores Árbitro(s): Manuel Garay (Perú) |  |

| Definición por penales |  |     |  |                 |
| José Soto              |  | 1:1 |  | Carlos Zegarra  |
| Martín Hidalgo         |  | 2:1 |  | Juan Cominges   |
| Juan Jayo              |  | 3:2 |  | Jorge Soto      |
| Flavio Maestri         |  | 3:2 |  | José Moisela    |
| Waldir Sáenz           |  | 3:3 |  | Amilton Prado   |
| Marko Ciurlizza        |  | 4:4 |  | Erick Torres    |
| Guillermo Salas        |  | 5:4 |  | Norberto Araujo |
|                        |  |     |  |                 |

|                          |
| Bicampeón Nacional       |
| Alianza Lima 21.º título |

## Tabla del descenso
Por primera vez en torneos nacionales, la permanencia en la categoría se definió por el sistema de promedios(Ver Tabla Completa). Para esto se utilizaron los datos de las temporadas 2003 y 2004. La división entre los puntos obtenidos y los partidos disputados en esos 2 años dio como saldo un coeficiente, que viene a ser el promedio de puntos obtenidos por partido jugado en la Primera División. Los dos equipos con menor promedio perdieron la categoría.
| Pos. | Equipo               | PJ 2003/2004 | Puntos | Promedio (Ver Completo) |
| ---- | -------------------- | ------------ | ------ | ----------------------- |
| 1    | Alianza Lima         | 89           | 179    | 2,01                    |
| 2    | Sporting Cristal     | 89           | 171    | 1,92                    |
| 3    | Cienciano            | 88           | 150    | 1,70                    |
| 4    | Alianza Atlético     | 89           | 150    | 1,69                    |
| 5    | Unión Huaral         | 89           | 125    | 1,40                    |
| 6    | Universitario        | 89           | 125    | 1,40                    |
| 7    | Sport Boys           | 89           | 120    | 1,35                    |
| 8    | Coronel Bolognesi    | 89           | 120    | 1,34                    |
| 9    | U. César Vallejo     | 52           | 63     | 1,21                    |
| 10   | FBC Melgar           | 89           | 106    | 1,19                    |
| 11   | U. San Martín        | 52           | 57     | 1,10                    |
| 12   | Atlético Universidad | 88           | 90     | 1,02                    |
| 13   | Deportivo Wanka      | 89           | 85     | 0,96                    |
| 14   | Grau-Estudiantes     | 89           | 70     | 0,79                    |

|  | Descenso a Copa Perú |
- Grau-Estudiantes, Volvió a ser Estudiantes de Medicina, por la crisis económica perdió los últimos 4 partidos de 1D 2004 por WO, motivo por la FPF le suspendió por 3 años (2005-2007) de jugar en ninguna liga, es decir hasta la Copa Perú 2008.

## Goleadores
| Jugador   | Jugador             | Goles | Equipo               |
| --------- | ------------------- | ----- | -------------------- |
| Uruguayo  | Gabriel García      | 35    | FBC Melgar           |
| Peruano   | Johan Fano          | 29    | Coronel Bolognesi    |
| Argentino | Luis Alberto Bonnet | 28    | Sporting Cristal     |
| Argentino | Sergio Ibarra       | 25    | Cienciano            |
| Peruano   | Pedro García        | 23    | Alianza Atlético     |
| Argentino | Sebastián Domínguez | 21    | Atlético Universidad |